# Kozokrvnice
Kozokrvnice (lat. Caprifoliaceae), biljna porodica iz reda Dipsacales (češljugovinolike), poznata po raznom ukrasnom grmlju. Porodicu predstavljaju prvenstveno vrste i sjevernih umjerenih krajeva ali i neke tropske biljke, najviše drvenasto grmlje i penjačice. Poznata vrsta je japanska kozja krv koja ubija druge biljke jer se penje preko njih i zaklanja im svjetlost.
Ova porodica u hrvatskom jeziku nazivana je i bazgovke, prema rodu sambucus (bazga), koji se danas klasificira porodici Adoxaceae a ne u kozokrvnice, a u Hrvatskoj joj je najpoznatiji predstavnik bazga (Sambucus)

## Opis
Postoje 42 roda i više od 890 vrsta u obitelji Caprifoliaceae, a većina vrsta je rasprostranjena u umjerenim područjima na sjevernoj hemisferi. Biljke Caprifoliaceae razlikuju se od članova Adoxaceae po tome što imaju bilateralno simetrične cvjetove s izduženim vrhom, uglavnom glavičastim stigmom i nektarijem koji čine gusto zbijene dlake duž donjeg unutarnjeg dijela cijevi vjenčića. Caprifoliaceae su drveće ili ljekovito bilje prepoznatljivo po nasuprotnim listovima. Imaju donji jajnik koji daje mesnate plodove, često s nekoliko sjemenki ili samo s jednom sjemenkom. Kora u drvenastih svojti često se skida u tankim ljuspicama. Filogenija (povijest evolucijskog razvoja) Caprifoliaceae bila je sporna, a porodica je široko ograničena. Svaki od njegovih šest neformalnih kladusa prethodno je bio zasebna porodica, iako su molekularni i morfološki dokazi doveli do njihovog kolektivnog grupiranja pod Caprifoliaceae; ponekad se identificiraju kao podporodice.

## Rodovi
Po trenutno priznatoj klasifikaciji ovu porodicu čine rodovi: 

### Popis potporodica i rodova
- Caprifolioideae Eaton
  - Heptacodium Rehder (1 sp.), heptakodijum
  - Symphoricarpos Dill. ex Juss. (15 spp.), biserak
  - Leycesteria Wall. (6 spp.), lejcesterija
  - Triosteum L. (6 spp.), grozničavi korijen
  - Lonicera L. (161 spp.), kozokrvina
- Diervilloideae Raf.
  - Diervilla Tourn. ex Mill. (3 spp.), diervila
  - Weigela Thunb.  (10 spp.), vajgela
- Dipsacoideae Eaton
  - Tribus Triplostegiae Höck.
    - Triplostegia Wall. ex DC. (2 spp.)

  - Tribus Bassecoieae V. Mayer & Ehrend.
    - Bassecoia B. L. Burtt (3 spp.)

  - Tribus Pterocephalidieae V. Mayer & Ehrend.
    - Pterothamnus V. Mayer & Ehrend. (1 sp.)
    - Pterocephalidium G. López (1 sp.)

  - Tribus Pseudoscabioseae V. Mayer & Ehrend.
    - Pseudoscabiosa Devesa (3 spp.)

  - Tribus Scabioseae DC.
    - Pterocephalus Vaill. ex Adans. (33 spp.), peroglavka
    - Scabiosa L. (56 spp.), udovičica
    - Sixalix Raf. (13 spp.)

  - Tribus Lomelosieae V. Mayer & Ehrend.
    - Pycnocomon Hoffmanns. & Link (2 spp.)
    - Lomelosia Raf. (63 spp.), pršnica

  - Tribus Dipsaceae Rchb.
    - Cephalaria Schrad. (104 spp.), glavatka
    - Succisa Haller (3 spp.), preskoč
    - Succisella Beck (5 spp.), preskočica
    - Knautia L. (58 spp.), prženica
    - Dipsacus L. (18 spp.), češljugovina
- Linnaeoideae Raf.
  - Linnaea Gronov. ex L. (1 sp.), lineja
  - Vesalea M. Martens & Galeotti (5 spp.)
  - Abelia R. Br. (4 spp.), abelija
  - Kolkwitzia Graebn. (1 sp.), Kolkvicija
  - Dipelta Maxim. (3 spp.)
  - Diabelia Landrein (4 spp.)
- Morinoideae Burnett
  - Zabelia (Rehder) Makino (9 spp.)
  - Cryptothladia (Bunge) M. J. Cannon (6 spp.)
  - Morina L. (4 spp.)
  - Acanthocalyx (DC.) Cannon (2 spp.)
- Valerianoideae Raf.
  - Patrinia Juss. (14 spp.), zlatni baldrian
  - Nardostachys DC. (1 sp.), nardostahis
  - Valerianella Mill. (68 spp.), matovilac
  - Fedia Gaertn. (3 spp.), afrički odoljen
  - Centranthus Neck. ex Lam. & DC. (11 spp.), ostrugica
  - Plectritis DC. (6 spp.)
  - Valeriana L. (362 spp.), odoljen

- Valeriana occidentalis
- Morina longifolia
- Lonicera japonica